# Pieter van der Aa

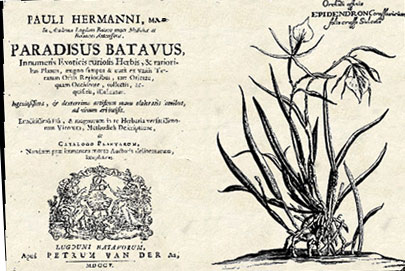
Paradisus-Batavus 1698.

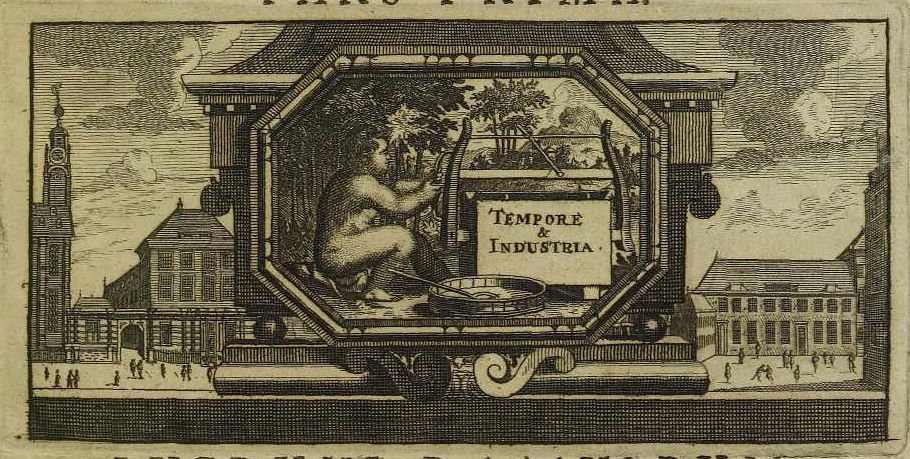
Marca de Pieter van der Aa

Pieter van der Aa (Leiden, 1659 - Leiden, agost de 1733), fou un editor i geògraf holandès.
Va publicar l'extensa naauwkeurige versameling der gedenk-waardigste zee en landreysen na Oost en West-Indiën (Recull dels viatges més memorables en les Índies Orientals i Occidentals), que consta de 28 volums, i d'un atles amb 200 mapes.
Apareix també com a editor de l'obra titulada  Les delices de l'Espagne et du Portugal , que posseeix dades de gran interès sobre la vida i els costums espanyoles i portugueses, així com descripcions de monuments i obres artístiques, publicada en neerlandès, i a la ciutat de Leiden a 1707. Aquest mateix any va aparèixer l'edició francesa d'aquesta obra, que tornaria a editar, també en francès, el 1715 i el 1741, però en totes les versions en francès, apareix com a autor Juan Álvarez de Colmenar, potser el pseudònim del veritable autor, potser d'origen francès. Aquesta obra està il·lustrada amb "figures en talla dolça dibuixades en els mateixos llocs per Juan Álvarez de Colmenar".